# Amyris metopioides
Amyris metopioides är en vinruteväxtart som beskrevs av T.A. Zanoni & M.M. Mejía P.. Amyris metopioides ingår i släktet Amyris och familjen vinruteväxter. Inga underarter finns listade i Catalogue of Life.